# Жилијен Бенето
Жилијен Бенето (фр. Julien Benneteau; рођен 20. децембра 1981. године у Бург ан Бресу, Француска) је бивши француски тенисер. Најбољи пласман на АТП листи у синглу му је 25. место, а у дублу 5. место (на овим позицијама је био током новембра 2014). У конкуренцији парова има 12 освојених АТП турнира и још 9 финала. Најзначајнија је титула на Ролан Гаросу 2014. коју је освојио у пару са Роже-Васеленом, а са истим партнером је стигао и до финала Вимблдона 2016. На Олимпијским играма 2012. Бенето је са Гаскеом у дублу донео својој земљи бронзану медаљу. Њих двојица су тада победили шпанску комбинацију Ферер/Лопез у два сета.
За разлику од дубла, у синглу не може да се похвали тако добрим резултатима јер је изгубио свих 10 АТП финала које је играо. Ипак, на Гренд слем турнирима је увек стизао макар до 3. кола, а на Ролан Гаросу 2006. био је четвртфиналиста.
Тениску каријеру је завршио 2018. на мастерсу у Паризу да би од 2019. преузео функцију фед куп селектора Француске.

## Гренд слем финала

### Парови: 2 (1–1)
| Исход     | Бр. | Година | Турнир      | Подлога | Партнер            | Противници                  | Резултат           |
| --------- | --- | ------ | ----------- | ------- | ------------------ | --------------------------- | ------------------ |
| Победник  | 1.  | 2014.  | Ролан Гарос | Шљака   | Едуар Роже-Васелен | Марсел Гранољерс Марк Лопез | 6–3, 7–6(7–1)      |
| Финалиста | 1.  | 2016.  | Вимблдон    | Трава   | Едуар Роже-Васелен | Пјер-Иг Ербер Никола Маи    | 4–6, 6–7(1–7), 3–6 |

## Финала АТП мастерс 1000 серије

### Парови: 6 (2–4)
| Исход     | Бр. | Година | Турнир      | Подлога   | Партнер            | Противници                           | Резултат               |
| --------- | --- | ------ | ----------- | --------- | ------------------ | ------------------------------------ | ---------------------- |
| Финалиста | 1.  | 2007.  | Монте Карло | Шљака     | Ришар Гаске        | Боб Брајан Мајк Брајан               | 2–6, 1–6               |
| Победник  | 1.  | 2009.  | Шангај      | Тврда     | Жо-Вилфрид Цонга   | Маријуш Фирстенберг Марћин Матковски | 6–2, 6–4               |
| Финалиста | 2.  | 2010.  | Торонто     | Тврда     | Микаел Љодра       | Боб Брајан Мајк Брајан               | 5–7, 3–6               |
| Финалиста | 3.  | 2011.  | Париз       | Тврда (д) | Никола Маи         | Рохан Бопана Ајсам-ул-Хак Куреши     | 2–6, 4–6               |
| Победник  | 2.  | 2013.  | Монте Карло | Шљака     | Ненад Зимоњић      | Боб Брајан Мајк Брајан               | 4–6, 7–6(7–4), [14–12] |
| Финалиста | 4.  | 2014.  | Шангај      | Тврда     | Едуар Роже-Васелен | Боб Брајан Мајк Брајан               | 3–6, 6–7(3–7)          |

## Мечеви за олимпијске медаље

### Парови: 1 (1–0)
| Исход  | Година | Турнир       | Подлога | Партнер     | Противници                   | Резултат      |
| ------ | ------ | ------------ | ------- | ----------- | ---------------------------- | ------------- |
| Бронза | 2012.  | ОИ у Лондону | Трава   | Ришар Гаске | Давид Ферер Фелисијано Лопез | 7–6(7–4), 6–2 |

## АТП финала

### Појединачно: 10 (0–10)
| Легенда                        |
| ------------------------------ |
| Гренд слем турнири (0–0)       |
| Завршно првенство сезоне (0–0) |
| АТП мастерс 1000 (0–0)         |
| АТП 500 (0–1)                  |
| АТП 250 (0–9)                  |

| Финала по подлози |
| ----------------- |
| Тврда (0–7)       |
| Шљака (0–2)       |
| Трава (0–0)       |
| Тепих (0–1)       |

| Финала по локацији |
| ------------------ |
| Отворено (0–4)     |
| Дворана (0–6)      |

| Исход     | Бр. | Датум               | Турнир                     | Подлога   | Противник             | Резултат           |
| --------- | --- | ------------------- | -------------------------- | --------- | --------------------- | ------------------ |
| Финалиста | 1.  | 24. мај 2008.       | Казабланка, Мароко         | Шљака     | Жил Симон             | 5–7, 2–6           |
| Финалиста | 2.  | 26. октобар 2008.   | Лион, Француска            | Тепих (д) | Робин Седерлинг       | 3–6, 7–6(7–5), 1–6 |
| Финалиста | 3.  | 23. мај 2009.       | Кицбил, Аустрија           | Шљака     | Гиљермо Гарсија-Лопез | 6–3, 6–7(1–7), 3–6 |
| Финалиста | 4.  | 21. фебруар 2010.   | Марсеј, Француска          | Тврда (д) | Микаел Љодра          | 3–6, 4–6           |
| Финалиста | 5.  | 27. август 2011.    | Винстон-Сејлем, САД        | Тврда     | Џон Изнер             | 6–4, 3–6, 4–6      |
| Финалиста | 6.  | 15. јануар 2012.    | Сиднеј, Аустралија         | Тврда     | Јарко Нијеминен       | 2–6, 5–7           |
| Финалиста | 7.  | 30. септембар 2012. | Куала Лумпур, Малезија     | Тврда (д) | Хуан Монако           | 5–7, 6–4, 3–6      |
| Финалиста | 8.  | 17. фебруар 2013.   | Ротердам, Холандија        | Тврда (д) | Хуан Мартин дел Потро | 6–7(2–7), 3–6      |
| Финалиста | 9.  | 29. септембар 2013. | Куала Лумпур, Малезија (2) | Тврда (д) | Жоао Соуза            | 6–2, 5–7, 4–6      |
| Финалиста | 10. | 28. септембар 2014. | Куала Лумпур, Малезија (3) | Тврда (д) | Кеј Нишикори          | 6–7(4–7), 4–6      |

### Парови: 21 (12–9)
| Легенда                        |
| ------------------------------ |
| Гренд слем турнири (1–1)       |
| Завршно првенство сезоне (0–0) |
| АТП мастерс 1000 (2–4)         |
| АТП 500 (1–2)                  |
| АТП 250 (8–2)                  |

| Финала по подлози |
| ----------------- |
| Тврда (9–5)       |
| Шљака (2–1)       |
| Трава (0–2)       |
| Тепих (1–1)       |

| Финала по локацији |
| ------------------ |
| Отворено (5–6)     |
| Дворана (7–3)      |

| Исход     | Бр. | Датум               | Турнир                     | Подлога   | Партнер            | Противници                           | Резултат               |
| --------- | --- | ------------------- | -------------------------- | --------- | ------------------ | ------------------------------------ | ---------------------- |
| Победник  | 1.  | 5. октобар 2003.    | Мец, Француска             | Тврда (д) | Никола Маи         | Микаел Љодра Фабрис Санторо          | 7–6(7–2), 6–3          |
| Финалиста | 1.  | 12. октобар 2003.   | Лион, Француска            | Тепих (д) | Никола Маи         | Јонатан Ерлих Енди Рам               | 1–6, 3–6               |
| Победник  | 2.  | 29. октобар 2006.   | Лион, Француска            | Тепих (д) | Арно Клеман        | Франтишек Чермак Јарослав Левински   | 6–2, 6–7(3–7), [10–7]  |
| Финалиста | 2.  | 22. април 2007.     | Монте Карло, Монако        | Шљака     | Ришар Гаске        | Боб Брајан Мајк Брајан               | 2–6, 1–6               |
| Победник  | 3.  | 9. март 2008.       | Лас Вегас, САД             | Тврда     | Микаел Љодра       | Боб Брајан Мајк Брајан               | 6–4, 4–6, [10–8]       |
| Победник  | 4.  | 18. октобар 2009.   | Шангај, Кина               | Тврда     | Жо-Вилфрид Цонга   | Маријуш Фирстенберг Марћин Матковски | 6–2, 6–4               |
| Победник  | 5.  | 1. новембар 2009.   | Лион, Француска (2)        | Тврда (д) | Никола Маи         | Арно Клеман Себастијан Грожан        | 6–4, 7–6(8–6)          |
| Победник  | 6.  | 21. фебруар 2010.   | Марсеј, Француска          | Тврда (д) | Микаел Љодра       | Јулијан Ноул Роберт Линдстед         | 6–4, 6–3               |
| Финалиста | 3.  | 16. август 2010.    | Торонто, Канада            | Тврда     | Микаел Љодра       | Боб Брајан Мајк Брајан               | 5–7, 3–6               |
| Финалиста | 4.  | 20. фебруар 2011.   | Марсеј, Француска          | Тврда (д) | Жо-Вилфрид Цонга   | Робин Хасе Кен Скупски               | 3–6, 7–6(7–4), [11–13] |
| Финалиста | 5.  | 13. новембар 2011.  | Париз, Француска           | Тврда (д) | Никола Маи         | Рохан Бопана Ајсам-ул-Хак Куреши     | 2–6, 4–6               |
| Победник  | 7.  | 21. април 2013.     | Монте Карло, Монако        | Шљака     | Ненад Зимоњић      | Боб Брајан Мајк Брајан               | 4–6, 7–6(7–4), [14–12] |
| Победник  | 8.  | 4. август 2013.     | Вашингтон, САД             | Тврда     | Ненад Зимоњић      | Марди Фиш Радек Штјепанек            | 7–6(7–5), 7–5          |
| Победник  | 9.  | 23. фебруар 2014.   | Марсеј, Француска (2)      | Тврда (д) | Едуар Роже-Васелен | Пол Хенли Џонатан Мареј              | 4–6, 7–6(8–6), [13–11] |
| Победник  | 10. | 7. јун 2014.        | Ролан Гарос, Француска     | Шљака     | Едуар Роже-Васелен | Марсел Гранољерс Марк Лопез          | 6–3, 7–6(7–1)          |
| Финалиста | 6.  | 5. октобар 2014.    | Пекинг, Кина               | Тврда     | Вашек Поспишил     | Жан-Жилијен Ројер Орија Текау        | 7–6(8–6), 5–7, [5–10]  |
| Финалиста | 7.  | 12. октобар 2014.   | Шангај, Кина               | Тврда     | Едуар Роже-Васелен | Боб Брајан Мајк Брајан               | 3–6, 6–7(3–7)          |
| Финалиста | 8.  | 9. јул 2016.        | Вимблдон, Велика Британија | Трава     | Едуар Роже-Васелен | Пјер-Иг Ербер Никола Маи             | 4–6, 6–7(1–7), 3–6     |
| Победник  | 11. | 26. фебруар 2017.   | Марсеј, Француска (3)      | Тврда (д) | Никола Маи         | Робин Хасе Доминик Инглот            | 6–4, 6–7(9–11), [10–5] |
| Финалиста | 9.  | 25. јун 2017.       | Лондон, Велика Британија   | Трава     | Едуар Роже-Васелен | Џејми Мари Бруно Соарес              | 2–6, 3–6               |
| Победник  | 12. | 24. септембар 2017. | Мец, Француска (2)         | Тврда (д) | Едуар Роже-Васелен | Весли Колхоф Артјом Ситак            | 7–5, 6–3               |

## Остала финала

### Тимска такмичења: 4 (1–3)
| Исход     | Бр. | Датум                 | Турнир                      | Подлога   | Партнери                                                        | Противници                                                    | Резултат | Извор |
| --------- | --- | --------------------- | --------------------------- | --------- | --------------------------------------------------------------- | ------------------------------------------------------------- | -------- | ----- |
| Финалиста | 1.  | 3–5. децембар 2010.   | Дејвис куп, Београд, Србија | Тврда (д) | Гаел Монфис Микаел Љодра Жил Симон Арно Клеман                  | Новак Ђоковић Виктор Троицки Јанко Типсаревић Ненад Зимоњић   | 2–31     | [ 6 ] |
| Финалиста | 2.  | 21–23. новембар 2014. | Дејвис куп, Лил, Француска  | Шљака (д) | Жо-Вилфрид Цонга Гаел Монфис Ришар Гаске                        | Роџер Федерер Станислас Вавринка Марко Кјудинели Михаел Ламер | 1–3      | [ 7 ] |
| Победник  | 1.  | 24–26. новембар 2017. | Дејвис куп, Лил, Француска  | Тврда (д) | Жо-Вилфрид Цонга Лука Пуј Ришар Гаске Пјер-Иг Ербер             | Давид Гофен Стив Дарси Рубен Бемелманс Јорис Де Лоре          | 3–22     | [ 8 ] |
| Финалиста | 3.  | 23–25. новембар 2018. | Дејвис куп, Лил, Француска  | Шљака (д) | Лука Пуј Жереми Шарди Пјер-Иг Ербер Никола Маи Жо-Вилфрид Цонга | Марин Чилић Борна Ћорић Франко Шкугор Мате Павић Иван Додиг   | 1–33     | [ 9 ] |

1 2010. наступио је у првом колу и четвртфиналу Дејвис купа али није био у финалној постави

2 2017. наступио је у четвртфиналу Дејвис купа али није био у финалној постави

3 2018. наступио је у полуфиналу Дејвис купа али није био у финалној постави